# 72 v. Chr.
Portal Geschichte | Portal Biografien | Aktuelle Ereignisse | Jahreskalender | Tagesartikel

◄ |
2. Jahrhundert v. Chr. |
1. Jahrhundert v. Chr. |
1. Jahrhundert |
►

◄ | 90er v. Chr. | 80er v. Chr. | 70er v. Chr. | 60er v. Chr. |
50er v. Chr. |
►

◄◄ | ◄ | 75 v. Chr. | 74 v. Chr. | 73 v. Chr. | 72 v. Chr. |
71 v. Chr. |
70 v. Chr. |
69 v. Chr. |
► |
►►
Staatsoberhäupter

## Ereignisse
- Sklavenaufstände im Römischen Reich: Das Heer des Spartacus wächst auf angeblich 200.000 Mann an. Konsul Gnaeus Cornelius Lentulus Clodianus erleidet in einer Schlacht eine schwere Niederlage.
- Frühjahr: Konsul Lucius Gellius Publicola besiegt das Sklavenheer des Crixus, der sich von Spartacus getrennt hat, vernichtend.

- Ende des Sertorianischen Krieges
- Marcus Terentius Varro Lucullus, Prokonsul in Makedonien, führt siegreich Krieg gegen die thrakischen Bessen und einige griechische Städte (Apollonia, Kallatis, Tomis und Olbia) in der Scythia Minor und bringt diese unter römische Herrschaft.

## Gestorben
- Crixus, Anführer aufständischer Sklaven gegen Rom
- Marcus Marius, Politiker und Feldherr der Römischen Republik im Dienste des römerfeindlichen Königs Mithridates VI. von Pontos
- Marcus Perperna, römischer Politiker
- Quintus Sertorius, römischer Politiker (* 123 v. Chr.)

- Winter 73/72 v. Chr.: Oenomaus, Anführer aufständischer Sklaven gegen Rom